# 정합방찬성회
정합방찬성회(政合邦贊成會)는 1910년에 조직된 일진회 계열의 단체이다. 일명 합방찬성건의소(合邦贊成建議所)라고도 불린다.
1909년 12월 4일에 일진회가 대한제국 순종과 내각, 통감부에 한일 병합을 청원하고, 〈일한합방성명서〉를 작성해 발표하면서 대한제국 사회는 병합을 둘러싼 찬성과 반대 여론으로 분열되었다. 오랜 기간 병합을 준비해 온 일진회에서는 각종 위성 단체를 후원하여 병합 찬성 여론을 선도했다. 이때 일진회 협력단체로 급조된 조직 중 하나가 정합방찬성회이다.
1910년 3월 7일에 일진회 회원인 유학주의 집에 한창회와 이병관, 홍순칠이 모여서 첫 조직 협의 모임을 가진 것으로 발표되었다. 단체의 목적은 이후 일진회의 병합 운동을 적극 지지하면서 활동하는 것이었다. 그러나 닷새 뒤인 3월 12일에 홍순칠이 자신은 정합방찬성회 조직에 참여한 적이 없다고 항의하면서 혼란이 생겼다.
유사한 목적에서 출발한 다른 단체에 비하여 드러나는 활동은 미미했다. 그해 8월에 한일 병합 조약에 체결되어 목적을 달성한 뒤 9월에 일진회와 함께 해산되었다. 해체 당시 회원 수는 약 200명이었다.

## 참고자료
- 친일인명사전편찬위원회 (2004년 12월 27일). 《일제협력단체사전 - 국내 중앙편》. 서울: 민족문제연구소. 97~98쪽쪽. ISBN 8995330724.